# Participant à une infraction
Dans le droit pénal des pays de common law, un participant à une infraction (appelé accessoire (accessory) dans certains pays) est une personne qui aide à la perpétration d'un crime, sans le commettre directement. La distinction entre un accessoire et un acteur principal (principal) est une question de fait et de degré : 

## Histoire
William Blackstone, autorité anglaise en matière juridique, dans ses Commentaries on the Laws of England, a défini un accessoire comme : 
« II. Un accessoire est quelqu'un qui, sans être le principal acteur d'une infraction, ni être présent lors de sa perpétration, est en quelque manière impliqué dans celle-ci, soit avant soit après le fait commis. » (Livre 4, chapitre 3) 
Il poursuit en définissant un accessoire avant le fait en ces termes :
« Pour ce qui est du second point, qui peut être qualifié d'accessoire avant le fait ; Sir Matthew Hale définit cette notion comme étant quelqu'un qui, bien qu'absent au moment où le crime est commis, fournit, conseille ou commande un autre à commettre le crime. D'où il suit que l'absence est nécessaire pour en faire un accessoire ; car si une personne est présente, pour fournir ou autre, alors celle-ci est coupable du crime au même titre que l'acteur principal. »
et un accessoire après le fait comme suit : 
« Un accessoire après le fait pourrait être une personne qui, sachant qu'un crime a été commis, reçoit, soulage, réconforte, ou assiste le criminel. Par conséquent, pour qu'une personne soit désignée accessoire ex post facto, il est tout d'abord requis qu'elle sache que le crime a été commis. En un autre endroit, cette personne doit recevoir, soulager, réconforter, ou assister [le criminel]. Et, de manière générale, toute forme d'assistance fournie à un criminel, pour empêcher qu'il soit appréhendé, jugé, ou subisse son châtiment, fait de l'assistant un accessoire. Par exemple, lui fournir un cheval pour échapper à ses poursuivants, de l'argent ou des victuailles pour le sustenter, une maison ou autre abri pour le cacher, ou encore faire ouvertement usage de force et de violence pour le secourir ou le protéger. »

## Droit par pays

### Canada
Le Code criminel comporte plusieurs articles qui traitent des participants aux infractions : 

« 21 (1) Participent à une infraction :
a) quiconque la commet réellement;
b) quiconque accomplit ou omet d’accomplir quelque chose en vue d’aider quelqu’un à la commettre;
c) quiconque encourage quelqu’un à la commettre.
21 (2) Quand deux ou plusieurs personnes forment ensemble le projet de poursuivre une fin illégale et de s’y entraider et que l’une d’entre elles commet une infraction en réalisant cette fin commune, chacune d’elles qui savait ou devait savoir que la réalisation de l’intention commune aurait pour conséquence probable la perpétration de l’infraction, participe à cette infraction.
23 (1) Un complice après le fait d’une infraction est celui qui, sachant qu’une personne a participé à l’infraction, la reçoit, l’aide ou assiste en vue de lui permettre de s’échapper. »

Notons qu'en vertu de l'article 21 (2), les mots « aurait dû savoir », indiquant une connaissance objective, ont été jugés inconstitutionnels par la Cour suprême du Canada dans les cas où l'infraction principale exige une prévision subjective des conséquences, comme le meurtre (R v Logan, [1990]) 2 RCS 731).
Les arrêts Dunlop et Sylvester c. La Reine et R. c. Briscoe sont des arrêts de principe de la Cour suprême en matière de participants à une infraction.

### France
Le droit pénal français utilise le terme « complice » plutôt que participant à une infraction ou accessoire. L'article 121-6 dispose que : « Sera puni comme auteur le complice de l'infraction, au sens de l'article 121-7 ». L'article 121-7 distingue, dans ses deux paragraphes, la complicité par aide ou encouragement, et la complicité par instigation. Il déclare ainsi que : 

« Est complice d'un crime ou d'un délit la personne qui sciemment, par aide ou assistance, en a facilité la préparation ou la consommation.

Est également complice la personne qui par don, promesse, menace, ordre, abus d'autorité ou de pouvoir aura provoqué à une infraction ou donné des instructions pour la commettre. »

Il suit de cet article que pour être jugé responsable en tant que complice, la personne doit avoir participé à l'action illégale de l'acteur principal et avoir souhaité que l'acteur principal réussisse. La théorie de la criminalité présumée requiert que la participation d'un complice soit liée à un crime effectivement commis par l'acteur principal.

### Norvège
Chaque disposition pénale du code pénal norvégien spécifie s'il est criminel d'aider et d'encourager. De plus, lorsque la tentative est criminelle, participer à cette tentative est criminel. 

### Angleterre et Pays de Galles
La loi régissant la complicité d'infractions pénales est originaire de la Common law, mais a été codifiée à l'article 8 de la loi de 1861 sur les accessoires et les complices (Accessories and Abettors Act 1861), telle que modifiée par l'article 65 (4) de la loi de 1977 sur le droit pénal, qui stipule : « Quiconque aide, encourage, conseille, ou permet matériellement la perpétration d'une infraction passible de peine, qu'il s'agisse d'une infraction à la loi commune ou constituée par une loi promulguée ou sur le point d'être promulguée, doit être passible de jugement, de condamnation et de peine au même titre qu'un acteur principal. » 

#### Signification de la présence
La simple présence sur les lieux d'un crime ne suffit pas, même lorsque l'accusé reste sur les lieux pour voir le crime en train d'être commis. Dans R v Coney (1882) 8 QBD 534, où une foule a assisté à un combat illégal, il a été jugé qu'il devait y avoir un encouragement actif et non pas simplement passif. Ainsi, même si le combat n'aurait pas eu lieu sans des spectateurs prêts à parier sur l'issue, les spectateurs ont été acquittés car leur présence était accidentelle. Cela aurait été différent s'ils s'étaient rendus sur les lieux d'un crime par accord préalable car leur simple présence aurait été un encouragement. De même, dans R v JF Alford Transport Ltd (1997) 2 Cr. App. R. 326, il a été jugé raisonnable de considérer qu'une entreprise, sachant que ses employés agissaient illégalement et ne faisant délibérément rien pour empêcher que cela se répète, entendait en fait encourager la répétition. Cela est dès lors une inférence naturelle dans toute situation où l'accessoire présumé a le droit de contrôler ce que fait l'acteur principal. 

#### Mens rea
Une mens rea est requise pour l'accessoire même lorsqu'elle n'est pas requise pour l'acteur principal (par exemple, lorsque l'auteur principal commet une infraction en termes de responsabilité stricte ). Le défendeur doit avoir l'intention de commettre les actes qui, selon lui, aideront ou encourageront l'acteur principal à commettre un crime d'un certain type. Dans l'affaire R v Bainbridge (1960) 1 QB 129, le défendeur a fourni du matériel de coupe sans savoir exactement quel crime allait être commis, mais a été condamné parce que l'équipement fourni n'était pas utilisé de la manière habituelle, mais à des fins criminelles. Le complice doit également connaître toutes les questions essentielles qui font de l'acte un crime, mais n'a pas besoin de savoir que l'acte constituerait un crime parce que « ignorantia juris non excusat » (« nul n'est censé ignorer la loi »). Dans National Coal Board v Gamble (1959) 1 QB 11, l'exploitant d'un pont-bascule était indifférent quant à savoir si l'acteur principal avait commis l'infraction, ce qui n'est généralement pas considéré comme une mens rea suffisante, mais la National Coal Board a été déclarée coupable parce que l'acte de l'employé était un acte de vente (voir responsabilité du fait d'autrui). 
Gillick v West Norfolk and Wisbech Area Health Authority (1986) AC 112 est un exemple d'un type de cas où les incertitudes sur la signification précise de l'intention confèrent effectivement un pouvoir discrétionnaire parfois bienvenu sur l'opportunité d'imposer la responsabilité. Cette affaire concernait la question de savoir si un médecin donnant des conseils ou un traitement en matière de contraception à une fille de moins de 16 ans pouvait être tenu pour accessoire d'une infraction subséquente de rapports sexuels illicites commis par le partenaire sexuel de la jeune fille. Les Lords ont soutenu que ce ne serait généralement pas le cas puisque le médecin n'aurait pas l'intention nécessaire (même s'il se rendait compte que ses actions faciliteraient les rapports sexuels). Une des raisons de la décision serait qu'un jury ne déduirait pas l'intention dans de telles circonstances s'il pensait que le médecin agissait dans ce qu'il considérait être le meilleur intérêt de la jeune fille. 

### Écosse
En Écosse, en vertu de l'article 293 de la loi de 1995 sur la procédure pénale, une personne peut être déclarée coupable et punie pour une contravention à tout texte législatif, même si elle était coupable d'une telle contravention en tant qu'art et partie seulement. 

### États-Unis
Les législatures des États-Unis (c'est-à-dire le gouvernement fédéral et les différents gouvernements des États) en sont venus à traiter les accessoires avant le fait différemment des accessoires après le fait. Toutes les juridictions des États-Unis ont effectivement éliminé la distinction entre accessoire avant le fait et acteur principal, soit en supprimant entièrement la catégorie « accessoire avant le fait », soit en prévoyant que les accessoires avant le fait sont coupables de la même infraction que les acteurs principaux. La définition donnée par le Model Penal Code de la responsabilité des complices inclut ceux qui, selon la Common law, étaient appelés accessoires avant le fait ; en vertu du Model Penal Code, les complices encourent la même responsabilité que les acteurs principaux. Il est désormais possible d'être déclaré coupable en tant qu'accessoire avant le fait même si l'acteur principal n'a pas été condamné, ou (dans la plupart des juridictions) même si l'acteur principal a été acquitté lors d'un procès antérieur. 
Cependant, les juridictions modernes aux États-Unis punissent les accessoires après le fait pour une infraction pénale distincte du crime sous-jacent, et assortie d'une peine différente (moins sévère). Certains États utilisent encore le terme « accessoire après le fait » ; d'autres n'utilisent plus le terme, mais ont des lois comparables contre l'entrave à l'arrestation ou aux poursuites, l'entrave à la justice, la falsification de preuves, l'hébergement d'un criminel, ou autres. De tels crimes exigent généralement la preuve (1) d'une intention d'entraver l'arrestation ou les poursuites et (2) une aide effective consistant à (a) héberger le criminel, (b) fournir des moyens spécifiques (comme un déguisement) pour échapper à l'arrestation, (c) falsifier des preuves, (d) avertir le criminel d'une arrestation imminente, ou (e) utiliser la force ou la tromperie pour empêcher l'arrestation. 
La loi fédérale a suivi ces deux tendances. Le Code des États-Unis traite effectivement comme acteurs principaux ceux qui auraient traditionnellement été considérés comme accessoires avant le fait en Common law :

« (a) Quiconque aide, encourage, conseille, induit, ou permet matériellement la perpétration d'une infraction, est passible de peine au même titre qu'un acteur principal.

  (b) Toute personne causant délibérément l'accomplissement d'un acte qui, s'il était directement commis par elle-même ou une autre, serait considéré comme une infraction, est passible de peine au même titre qu'un acteur principal. »

Cependant, la loi fédérale traite les accessoires après le fait différemment des acteurs principaux. Les accessoires après le fait risquent au maximum la moitié de l'amende et la moitié de la peine d'emprisonnement qu'encourent les acteurs principaux. (Si l'acteur principal encourt la peine de mort ou la réclusion à perpétuité, les accessoires après le fait encourent jusqu'à 15 ans d'emprisonnement.) La loi fédérale définit les accessoires après le fait comme des personnes fournissant aux criminels une certaine aide afin d'empêcher leur arrestation ou leur poursuite : 

« Quiconque, sachant qu'une infraction à la loi des États-Unis a été commise, reçoit, soulage, réconforte, ou assiste l'auteur des faits, pour entraver ou empêcher son arrestation, son procès ou sa peine, est accessoire après le fait. »

## Voir également
- Complice